# Латроб (річка)
Латроб — річка у Вікторії, Австралія. Бере свій початок поблизу міст Павелтаун і Нуджі. Спочатку протікає у східному напрямку, потім у південному, а потім знову у східному і впадає до озера Веллінгтон.